# Călugărești
Călugărești falu Romániában, Erdélyben, Fehér megyében.

## Fekvése
Felsővidra és Târsa közelében fekvő település.

## Története
Călugăreşti korábban Târsa része volt. 1956 körül vált külön településsé 118 lakossal. 1966-ban 133, 1977-ben 117, 1992-ben 113, 2002-ben pedig 103 román lakosa volt.